# Chromacris
Chromacris is een geslacht van rechtvleugeligen uit de familie Romaleidae. De wetenschappelijke naam van dit geslacht is voor het eerst geldig gepubliceerd in 1870 door Walker.

## Soorten
Het geslacht Chromacris omvat de volgende soorten:
- Chromacris colorata Serville, 1838
- Chromacris icterus Pictet & Saussure, 1887
- Chromacris miles Drury, 1770
- Chromacris minuta Roberts & Carbonell, 1982
- Chromacris nuptialis Gerstaecker, 1873
- Chromacris peruviana Pictet & Saussure, 1887
- Chromacris psittacus Gerstaecker, 1873
- Chromacris speciosa Thunberg, 1824
- Chromacris trogon Gerstaecker, 1873